# Artigisa apicalis
Artigisa apicalis är en fjärilsart som beskrevs av Butler 1889. Artigisa apicalis ingår i släktet Artigisa och familjen nattflyn. Inga underarter finns listade i Catalogue of Life.